# Фрідріх Дец
Фрідріх Дец (нім. Friedrich Deetz; 11 вересня 1916, Берлін — 8 січня 1944, Атлантичний океан) — німецький офіцер-підводник, корветтен-капітан крігсмаріне.

## Біографія
5 квітня 1935 року вступив на флот. З січня 1939 року — вахтовий офіцер на дослідницькому кораблі «Метеор», з вересня 1939 року — на плавучій базі флоту F-2, з жовтня 1939 року — в 6-й флотилії торпедних катерів. У березні-серпні 1941 року пройшов курс підводника, у вересні-жовтні — курс командира човна. З жовтня 1941 по січень 1942 року — 1-й вахтовий офіцер на підводному човні U-205. З 28 лютого 1942 року — командир U-757, на якому здійснив 5 походів (разом 151 день в морі). 8 січня 1944 року U-757 був потоплений у Північній Атлантиці південно-західніше Ірландії (50°33′ пн. ш. 18°03′ зх. д.) глибинними бомбами канадського корвета «Камроуз» і британського фрегата «Баунтун». Всі 49 членів екіпажу загинули.
Всього за час бойових дій потопив 3 кораблі загальною водотоннажністю 11 604 тонни.
| Дата            | Назва корабя          | Тип                | Тоннаж | Вантаж | Екіпаж | Загинули | Країна             | Конвой |
| --------------- | --------------------- | ------------------ | ------ | --- | ------ | -------- | ------------------ | ------ |
| 11 березня 1943 | William C. Gorgas     | Торговий пароплав  | 7,197  | 8000 тонн генеральних вантажів, в тому числі метали, продукти харчування, бавовна, 900 тонн вибухівки (тротил) і літак, а також десантний корабель і 2 патрульні катери в якості палубного вантажу | 73     | 22       | США                | HX-228 |
| 11 березня 1943 | HMS LCT-2398 (вантаж) | Десантний корабель | 291    | |        |          | Британська імперія | HX-228 |
| 7 серпня 1943   | Fernhill              | Торговий теплохід  | 4,116  | 6924 тонн генеральних вантажів, в тому числі 10 тонн боєприпасів | 44     | 4        | Норвегія           | OS-52  |

## Звання
- Кандидат в офіцери (5 квітня 1935)
- Морський кадет (25 вересня 1935)
- Фенріх-цур-зее (1 липня 1936)
- Оберфенріх-цур-зее (1 січня 1938)
- Лейтенант-цур-зее (1 квітня 1938)
- Оберлейтенант-цур-зее (1 жовтня 1939)
- Капітан-лейтенант (1 червня 1942)
- Корветтен-капітан (1 січня 1944)

## Нагороди
- Медаль «За вислугу років у Вермахті» 4-го класу (4 роки)
- Нагрудний знак есмінця
- Залізний хрест
  - 2-го класу (1940)
  - 1-го класу (1943)
- Нагрудний знак підводника (25 жовтня 1942)